# Hallowed Be Thy Name
〈Hallowed Be They Name〉은 스티브 해리스가 1982년 아이언 메이든의 음반 《The Number of the Beast》를 위해 작곡한 곡이다. 이 곡은 역대 최고의 헤비 메탈 곡 중 하나로 칭송되었고 밴드의 대표곡 중 하나로도 여겨지고 있다.

## 개요
〈Hallowed Be Thy Name〉은 음반 녹음 이후 거의 모든 밴드의 세트리스트에 남아 있으며, 유일한 예외는 2012년~2014년 Maiden England World Tour, 2017년 The Book of Souls World Tour 2차전이다. 모든 음악은 그것을 "아마도 밴드의 확장된 서사 중 가장 유명한 것, 해리스의 가장 철학적인 가사 중 일부를 특징으로 하는, 교수형에 처해지기 직전의 죄수의 이야기"라고 묘사한다. 이후 몇몇 밴드 멤버들은 브루스 디킨슨이 이 곡을 "환상적"이라고 표현하며 "관객들에게 영화를 전달하는 것"과 같다고 말했다.

## 작사, 작곡 소송
1973년 베켓의 노래 〈Life's Shadow〉에서 가사의 한 부분이 삭제되었다. 아이언 메이든의 매니저 로드 스몰우드는 베켓의 대리인이었고 10대 스티브 해리스는 밴드가 이 노래를 라이브로 연주하는 것을 보았다. 해리스와 머레이는 유명한 작곡가 중 한 명인 로버트 바튼과 함께 정착했다. 또 다른 작곡가 브라이언 잉햄은 아이언 메이든을 이 곡의 수익 중 자신의 몫으로 고소했다. 잉햄은 2011년까지 이 문제에 대해 몰랐고, 바튼은 원래 정착 기간 동안 유일한 작곡가라고 주장했다.
2018년 3월 12일, 밴드는 이 사건을 법정 밖에서 해결했다고 보도되었다. 이 단체의 변호인단은 해리스가 처음에 이 가사를 자리 표시자로 사용했으며 음반 발매 전에 이 가사를 바꿀 시간이 없었다고 주장했었다. 그 밴드의 대변인은 그들이 실용적인 이유와 치솟는 법적 요금을 피하기 위해 법정 밖에서 정착했다고 말한다.

## 참여 인원
- 브루스 디킨슨 - 보컬
- 데이브 머레이 - 기타
- 아드리안 스미스 - 기타
- 스티브 해리스 - 베이스 기타
- 클라이브 버 - 드럼, 퍼커션